# Ardeola idae
Ardeola idae là một loài chim trong họ Diệc.
Chúng chủ yếu được nhìn thấy ở các hòn đảo bên ngoài của Seychelles, Madagascar và trên bờ biển phía đông của Châu Phi bao gồm Kenya, Tanzania và Uganda. Dân số của loài diệc này ước tính khoảng 2.000-6.000 cá thể, chỉ có 1.300-4.000 đủ trưởng thành để giao phối. 
Loài này được mô tả lần đầu tiên vào năm 1860 bởi bác sĩ và nhà điểu học người Đức, ông Christopher Hartlaub. Lần đầu tiên ông nhìn thấy loài này ở bờ biển phía đông Madagascar và do đó, tên khoa học của Ardeola idae đã được hình thành sau đó. Là một đơn vị phân loại đơn loài, nó không bao gồm các phân loài hoặc phân loài nhỏ hơn, phổ biến. 
Loài này có chiều cao lên tới 45 đỉnh-50 cm và bất cứ nơi nào có trọng lượng từ 250-350 g.

## Hình ảnh

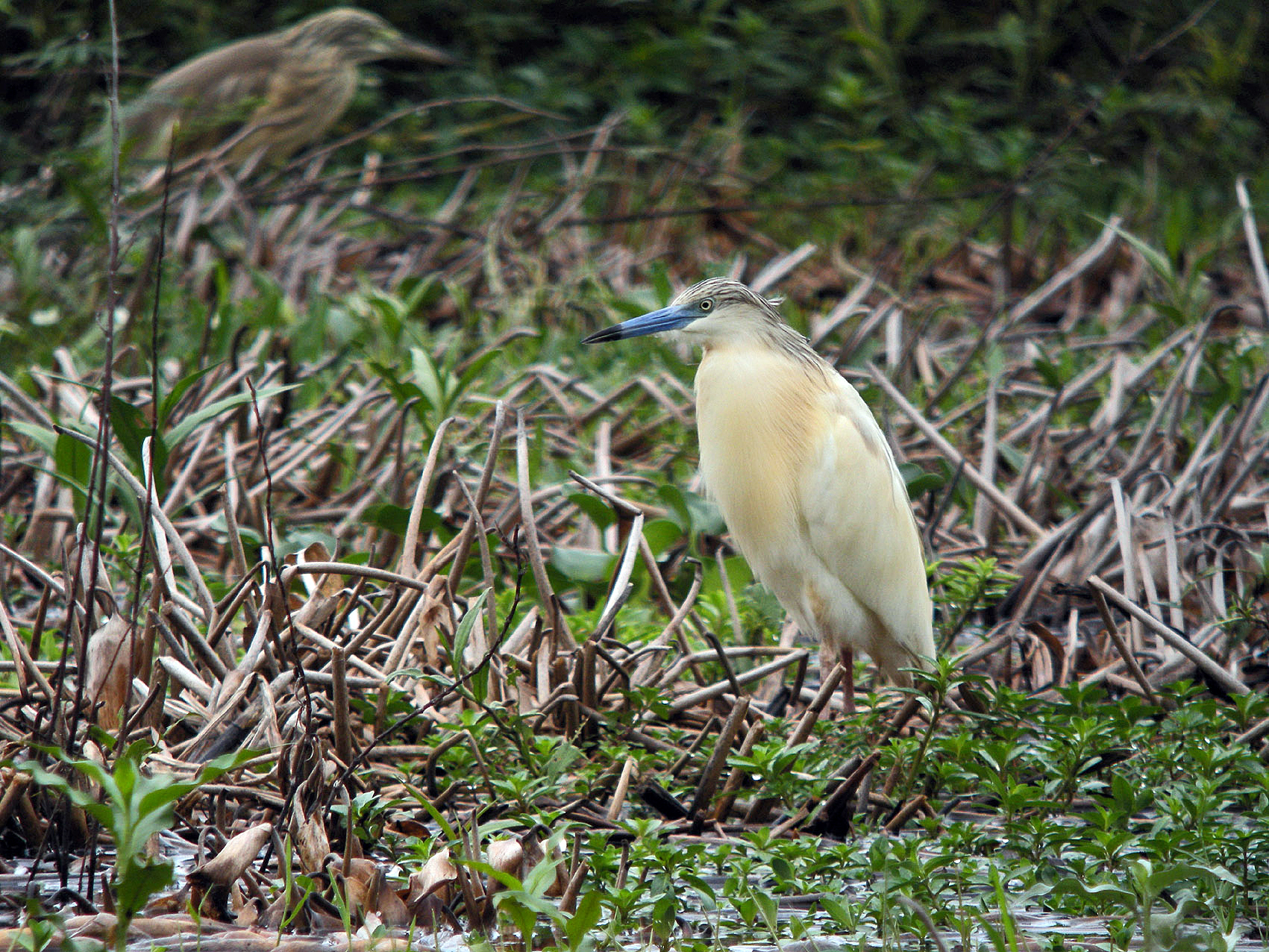